# Cimalmotta
Cimalmotta är en bergstopp i Schweiz.   Den ligger i kantonen Graubünden, i den sydöstra delen av landet, 160 km öster om huvudstaden Bern. Toppen på Cimalmotta är 2 835 meter över havet, eller 104 meter över den omgivande terrängen. Bredden vid basen är 1,2 km.
Terrängen runt Cimalmotta är huvudsakligen bergig, men åt nordost är den kuperad. Runt Cimalmotta är det ganska glesbefolkat, med 22 invånare per kvadratkilometer.. Närmaste större samhälle är Mesocco, 19,5 km sydväst om Cimalmotta. 
Trakten runt Cimalmotta består i huvudsak av gräsmarker.